# Chrétien Lupus
Chrétien Lupus, de son vrai nom Christiaan Wolf, Wulf ou de Wulf, plus connu parmi les savants sous le nom de Christianus Lupus, est un prêtre de l'ordre des ermites de Saint-Augustin, théologien et historien, né à Ypres le 23 juillet 1612, et mort à Louvain le 10 juillet 1681 .

## Biographie
Christiaan Wolf est issu d'une famille de notables d'Ypres. Dès sa jeunesse, il marque beaucoup d'intérêt pour les sciences et a fait de brillantes études.
Il entre à l'âge de 15 ans dans l'ordre des ermites de Saint-Augustin, où il fait profession en 1628. Il a fait ses études de théologie à l'université de Louvain, puis il a été envoyé à Cologne pour enseigner la philosophie où il a rencontré beaucoup de succès. On a conservé quelques éléments de cet enseignement sous forme d'un traité sur l'âme sensitive (1639). Là, il fréquente étroitement Fabio Chigi, le futur pape Alexandre VII, qui y était en tant que nonce et légat a letere dans les quartiers du Rhin et qui l'a honoré de son amitié.
Après les années passées à Cologne, il est revenu à Louvain en 1640 pour enseigner la théologie, y consacrant quinze heures à l'étude.
Ses supérieurs l'ont envoyé quelques années à Douai, mais il revient rapidement reprendre son poste à Louvain. Il a alors été attaqué comme janséniste, notamment par le nonce à Bruxelles, l'empêchant quelque temps de recevoir son bonnet de docteur. Il a finalement été reçu docteur en théologie le 4 février 1653. Ses envieux, qui n'avaient pas réussi contre lui sous le pontificat d'Innocent X, crurent pouvoir l'atteindre sous celui d'Alexandre VII. Chrétien Lupus a reçu l'ordre de se rendre à Rome en personne pour rendre raison de sa foi devant le pape Alexandre VII. Ce dernier l'invite même à rester à Rome. Pendant cinq ans, il s'y est adonné à la composition, à voir des savants, à visiter des bibliothèques. Dans une de ses dissertations il défend que le droit de recevoir les appels est conféré par Dieu même au Siège de Rome, marquant ainsi une conversion "ultramontaine".
En 1660, il est retourné à Louvain où il a continué à y enseigner. En 1677, il est envoyé à Rome par l'université de Louvain, avec Martin Steyaert, François Van Vianen et Lambert Le Drou, pour demander au pape la condamnation de plusieurs propositions relâchées sur la morale et défendre la cause de l'université contre les accusations de jansénisme. Ils ont obtenu la condamnation des propositions par le pape Innocent XI le 29 octobre 1679. Ce fut le point de départ des condamnations d'Innocent XI de 65 propositions reprochées par les louvanistes à leurs adversaires.
Pendant ce séjour à Rome se tenait le Chapitre général de son ordre. Chrétien Lupus y est élu Provincial de Flandre, poste qu'il a accepté à regret. Il s'en est démis dès son retour en Flandres. Après le décès de Gerard van Werm, titulaire de la première chaire de théologie à Louvain, Lupus est choisi pour lui succéder. Atteint par la maladie, Lupus ne parvient toutefois pas à occuper le poste, puisqu'il meurt peu après en 1681, à l'âge de 69 ans.
Jean-Pierre Niceron rapporte que c'était "un habile homme, mais rempli de préjugés, et opiniâtre à n'en jamais démordre".

## Publications
- Apologia pro anima ovi sensitiva, Cologne, 1639 ;
- Apologia altera adversus Marpurgenses, Cologne, 1641 ;
- Questio quodlibetica de origine eremitarum, clericorum, ac sanctimonialium S. Augustini, decisa ex ipso S. Augustino, aliisque SS. patribus ei coavis. In qua élicidentur varii antiqui ritus Ecclesia Africanæ, ac discutitur censura  Lovaniensis operum S. Augustini, 1651 ;
- Synodorum generalium & provincialium, decreta & canones cum notis & historicis dissertationibus, tomes 1 é 2, Louvain, 1665, tomes 3, 4 et 5, Bruxelles, 1673 ;
- Dissertation dogmatica de germano ac avito sensu sanctorum patrum, universæ ecclesiæ, & præsertim tidentinæ synodi, circa christianam contritionem & attritionem, Louvain, 1666 ;
- Tertulliani liber depræscriptionibus contra hæreticos cum notis, Bruxelles, 1675 ;
- Divinum ac immobile S. Petri apostolorum principis, circa omnium sub cœlo fidelium ad Romanam ejus cathedram appellationes, adversum profanas hodie vocum novitates assertum privilegium, Mayence, 1681
- Ad ephesinum concilium variorum patrum epistolæ ex manuscripto Cassinensis bibliothecæ codice desumptæ. Item ex Vaticanaæ Bibliotheca manuscripto commonitorium Celestini papæ, Tituli decretorum Hilarii papæ, Neapolitanum concilium, epistolæ Hanacleti anti papæ nunc primum in lucem datæ per F. Christianum Lupum cum ejusdem scholiis  & notis ad epistolas acta concilii Ephesini & Chacedonencis concernentes, Louvain, 1682 (lire en ligne). Ce livre comprend la vie de Chrétien Lups par le père Joseph Sabatini (lire en ligne);
- Epistolæ & vita D. Thomæ martyris & archiepiscopi Cantuariensis, nec non epistolæ Alexandri III pontificis, Galliæ regis Ludovici VII, Angliæ regis Henrici II aliarumque plurium sublimium ex utroque foro personarum, concernentes sacerdotii & imperii concordiam ; in lucem productæ ex MS Vaticano, Bruxelles, 1682 ;
- Opuscula posthuma cura & opera R. P. Guill. Winants ejusdem ordinis, Bruxelles, 1690.

La collection complète des ouvrages de Chrétien Lupus a été imprimée à Venise en 1724-1726.